# マーシャル・ローゼンバーグ
マーシャル・バートラム・ローゼンバーグ（Marshall Bertram Rosenberg、1934年10月6日 - 2015年2月7日）は、アメリカ合衆国の心理学者、調停者、著者、教師。 
1960年代初頭に人間関係をサポートし、自己、対人関係、そして社会全体における争いや衝突を解決するコミュニケーションプロセスである非暴力コミュニケーションを開発した。世界各地で調停者として活動し、1984年に国際的な非営利組織 のCenter for Nonviolent Communication（非暴力コミュニケーションセンター）を設立し、教育サービス部長を務めた。
彼の伝記作家、マージョリー・C・ウィッティは、「彼はニコニコしていたり笑っていたりしても激しい表情をしている。全体的な印象として、強烈な知性と感性を感じた。カリスマ的な存在感があった」と記している。

## 家族
ローゼンバーグはオハイオ州カントンで生まれた。祖母アンナ・サトフスキー・ウィーナーは9人の子供を産んでおり、貧しい生活にもかかわらず、セツルメントハウスを維持して、援助を求める人々を受け入れていた。マーシャルの祖父はパッカードで働き、祖母は労働者の子供たちにダンスを教えていた。
父親フレッド・ドナルド・ローゼンバーグはオハイオ州スチューベンヴィルで食料品の卸売在庫をトラックに積み込む仕事をしていた。母のジーンはプロのボウリング選手で、週5晩トーナメントに参加していた。また、高額支援者を持つギャンブラーでもあった。両親はローゼンバーグが3歳の時と、実家を巣立った時に２回離婚している。
オハイオでは教室が3つしかない学校に通っていたが、1943年に家族はミシガン州デトロイトに移住した。その１週間後にデトロイトで人種暴動が起き、34人が死亡、433人が負傷した。転校先の学校でローゼンバーグは反ユダヤ主義と遭遇し「私は子供の頃から、他の人を苦しめる人々を見ることが耐えられませんでした。」人々はなぜ痛ましいことをするのか、そしてなぜ自分に嫌なことがふりかかるのかということが不思議でならなかった彼は、内面化し「苦痛に対する意識」を発達させるようになった。
「私の家族は非常に愛情深く、私にたくさん愛情を注いでくれました。それがなかったら、自己嫌悪に対処するのははるかに困難だったかもしれない」と語っている。
祖母アンナは筋萎縮性側索硬化症(ALS)を患わっており、ローゼンバーグのおじのジュリアスと母親に世話をされながら家のダイニングで死に瀕していた。ローゼンバーグの両親は祖父と叔母の介護もしていた。ローゼンバーグはその頃から家のポーチの下で誰にも気づかれないように隠れることを学んだ。薬剤師のジュリアスは義母を非常に思いやり深く介護していた。
7歳年下の弟は外向的でませており、目立つ存在だった。他の子どもたちから弟を守るためにローゼンバーグはよく喧嘩に巻き込まれていたが、その後、兄弟は44年間、疎遠になっていた。「私の弟と母は、妻グロリアに似ています。彼らは行く先々で物事をかき立てるのです。私は彼らのそういう個性を愛していますが...」とローゼンバーグは回想している。
「当時の私はよくケガなどで入院する事が多かったです。その原因はスポーツから、普通だったら乗り切れるような喧嘩以上の暴力的な諍いによるものまで様々でした」
夏休み合宿のサマーキャンプを通して自然環境を愛するようになった。「私の心の平安には高密度の木と少ない人口密度が必要です」
ローゼンバーグは1961年に最初の妻ビビアンと結婚し、3人の子供をもうけた。1974年に2番目の妻グロリアと結婚し、1999年に離婚した。2005年に3番目の妻ヴァレンティーナ（愛称キディーニ）と結婚し、2015年に亡くなるまで連れ添った。

## 教育
父親がより治安の良い地域で家を購入した後、ローゼンバーグはクーリー高校に通い、1952年に学年総代として卒業した。
最初にローゼンバーグに心理学について話したのは近所に住むクレイトン・ラファティという少年であり、彼は犯罪心理学に関する高校の学期論文を書いていた。「私は大学で学部生としてオナーズプログラムで勉強した。その時の教授の父親が刑務所の刑務官であったため、刑務所の中の人間心理が実際どのようなものであるかをこの目で確かめるチャンスをもらった」とのちにローゼンバーグは述べている。
医学をキャリアとして考えたとき、自分の人間の身体への関心を測るために、彼はしばらくの間死体防腐処理者として働いた。
13歳でヘブライ語学校に通い始めたが、のちに退学処分となった。 父に殴られたことが2回あり、1回は次の日学校を休まなければいけないほど激しい折檻だった。
大学進学当初はウェイン州立大学に入学したが、自分で稼いだ学費でミシガン大学に編入した。ソロリティでウェイターとして働き、フラタニティで厨房ヘルプとして働いた。カトリックの少女と恋に落ちたが、彼女は彼に改宗を望んでいた。ユダヤ差別などに耐えながら、3年後に卒業した。
ウィスコンシン州は、ローゼンバーグに心理学者としての訓練の費用を支払った。ローゼンバーグは、カール・ロジャースの本「学習の自由」を推奨している。
「ウィスコンシンでの最初の1年クラスの27人のうち、3人だけが通過しました。その他は、心理学者としての基準に達していませんでした。私はすでにデトロイトで犯罪について実体験から学んでいたので、進級できました。」
マイケル・ハキーム教授は、マーシャルが心理学と精神医学の分野で科学と価値判断が混在している点が危険であると指摘したことに注目した。
ローゼンバーグは、トーマス・ザスによる1961年の本「精神病の神話」とアービング・ゴフマンによる「亡命」の影響を受けました。彼はまた、「学習プロセスとしての心理療法」でアルバート・バンデュラを読んだ。
ローゼンバーグの実習は、ウィスコンシン診断センター、非行の少女と少年のための学校、およびメンドタ州立病院で行われた。
そこの精神科医バーニー・バナムは、患者が不在の場で医師達が当人について語る事を許さなかった。
メンドータでは、ローゼンバーグは子供を含むすべての関係者と共に家族療法を実践し始めた。卒業後ウィネベーゴでゴードン・フィルマー・ベネットと1年間働き、大学院での訓練に対する州の義務を果たした。

## NVC（非暴力コミュニケーション）の実践
ローゼンバーグは、さまざまなことを探求して試してみる必要があることを示した。「カールロジャースに尋ねてみてください。彼は私に彼の研究プロジェクトに参加するように頼みました。たくさんの人が沢山の異なったことをすることを望んだからです。」
1961年、ローゼンバーグはウィスコンシン大学マディソン校の臨床心理学で博士号を取得した。[6] 彼の論文、Situational Structure and Self-evaluationは、「社会的状況の構造と自己評価の2つの側面との関係;肯定的な自己評価と自己評価の確実性」に焦点を当てることにより、後の非暴力コミュニケーションに関する研究におけるある重要な側面を予見した。 1966年、彼はアメリカ心理学専門委員会から臨床心理学の外交官資格を授与された。

ローゼンバーグはミズーリ州セントルイスで臨床業務を開始し、パートナーとサイコロジカルアソシエイツを結成した。
学校の子供たちの問題を分析する中で、彼は学習障害を発見した。彼は1968年に彼の最初の本、Diagnostic Teachingを書き、彼の発見を報告した。
彼はまた、セントルイスの黒人解放グループであるズールー1200年代のリーダーであるアル・シャペルにも会った[7]。
ローゼンバーグは、ワシントンD.C.で始まった分離派大会に登場するシャペルと入れ代わりに、ギャングに紛争解決へのアプローチを教えに行った。
シャペルが反人種差別のコミュニケーションを用いている間、ヴィッキー達の集団は性差別に対抗するために協力し始めた。 「私は、個々の裕福なクライアントではなく、アルやヴィッキーのような人権のために戦っている最前線の人々にサービスを提供し始めました。」

イリノイ州ロックフォードにある学校長のトーマス・シャヒーンは、設立されたオルタナティブスクールにおける紛争に対処するようローゼンバーグに頼んだ。 
1970年に、シャヒーンはカリフォルニア州サンフランシスコの学校の校長になり、市の学校を人種的に統合することで告発された。彼はローゼンバーグに以前のように助けを求め、ローゼンバーグはグループを組織したが、シャヒーンは行動する前に解雇された。ローゼンバーグはカリフォルニアに留まることを決意し、ヴィッキー達の助けを借りて相互教育のためのコミュニティ評議会を推進した。
「NVCは、痛みを伴う人々との私の実践から発展した。矯正学校の非行少女であろうと、統合失調症と名付けられた人であろうと、そのような人にこそ価値があると思われる方法を実験し続けた。」 「[2]：783サンフランシスコでの経験は、私たちが地域のコミュニティにおいて、大勢の人々を迅速かつお金をかけずにコミュニケーションスキルを訓練するというプロジェクトを開始するための刺激的なコンセプトを与えてくれた。[2]：793」

1982年頃、ローゼンバーグは最後の55ドルを中西部根治療法カンファレンスへの参加費に費やした。
「今でも関係を持っている素晴らしい人々に出会えたので、今までで最高の投資でした。」
そこではコミュニケーションをする人たちの間における一連の感謝や肯定の重要性は、例えば、交流分析の支持者によって強調されていた。

「それまでの私のワークショップでは、紛争解決の言語を使用し、そのような人々と力を得ることについて話していました。
彼らは痛みを伴う行動に対処し、それらを変える方法を見つけることに完全に焦点を当てていました。
人々と一緒に祝ったり、お互いを肯定したり、「ケアすること」や「共感」という言葉はありませんでした。」
ローゼンバーグは、この82年のカンファレンスのプログラムが彼のNVCプログラムの女性化をもたらしたと述べた（対立を超えて）。

ローゼンバーグは、非暴力コミュニケーションに関する専門知識を提供するために、多くの州、国、紛争地域に呼ばれた。 2004年、彼は旅行平和構築者としての使命のために年間約35か国を訪れた。ローゼンバーグは仕事で成功を収めた。
「私が毎回NVCのレクチャーを終えてグループを去るとき、このような驚くべきことが起こります。私が次の機会にそこを訪れたとき、私が最後にそこにいたときからは信じられないようなことを彼らが達成しているのです。
このような現象を私はどこに行っても見ます。一緒に働く人たちは、このNVCのプロセスを他にも広げたいと考え、物事を変えたいと思っています。彼らは誰もがこれらの原則にアクセスできることを望んでおり、彼らはこれらの仕事を広めるための莫大なエネルギーを持っています。[8]」
ローゼンバーグは、アルバカーキにある本拠地から、ニューメキシコ州の非暴力コミュニケーションセンターで他の場所の支持者を支援した。彼は2015年2月7日に自宅で亡くなった。[9]ローゼンバーグの死後もセンターは継続し、世界中の人々が集い認定NVCトレーナーを育成する場となっている。[10]
認知療法士のアルバート・エリスによると、
「親密な関係作り」の本をエリスと共著したテッド・クロフォードは、「特にマーシャル・ローゼンバーグの怒りに抵抗する哲学が好きで、それについてプレゼンテーションを行いました。」と述べた[11]